# Под куполом
«Под куполом» (англ. Under the Dome) — научно-фантастический роман Стивена Кинга, опубликованный 10 ноября 2009 года. Роман является переработанной идеей, с которой Кинг работал уже дважды, в конце 1970-х годов и в начале 1980-х годов — изначально под названием «Под куполом», а затем «Каннибалы» (англ. The Cannibals). Оба раза автор забрасывал роман, возвратившись к нему лишь в 2007 году. Как писал Кинг на своём официальном сайте, эти первые два неоконченных романа были двумя разными попытками использовать одну и ту же идею, смысл которой — как поведут себя люди, если их отрезать от общества, в котором они привыкли жить.
Роман вошёл в список бестселлеров по версии «Publishers Weekly» за 2009 год.

## Сюжет
Действие романа охватывает всего 8 дней — с 21 по 28 октября 2017 года.
В 11:44 утра субботы 21 октября некий феномен резко меняет жизнь обитателей провинциального городка Честерс-Милл (штат Мэн), население которого всего 2000 человек. Странная преграда, напоминающая купол, внезапно накрывает городок и его окрестности, полностью изолируя их от внешнего мира. Диаметр купола — 16 км (10 миль), высота — около 6 км (20 тыс. футов). Купол частично пропускает воздух, воду, свет, и непроницаем для всего остального — о него разбиваются автомобили, самолёты и птицы. Прибывшие военные тщетно пытаются пробить Купол — мощные ракеты класса «воздух-земля» и сверхсильная кислота бесполезны. Кроме того, нахождение вблизи Купола воздействует на электронику — близко подошедший к Куполу шериф Честерс-Милла Говард Перкинс погибает из-за того, что в его груди взрывается кардиостимулятор.
В самом городе после появления Купола становится неспокойно. Воспользовавшись суматохой и неспособностью принимать решения первым и третьим членами городского управления (Эндрю Сандерс и Андреа Гриннел), власть в городе переходит к Джеймсу «Большому Джиму» Ренни, который забирает себе всю полноту власти, назначив на пост шерифа Честерс-Милла лояльного ему офицера Питера Рэндолфа. Последний, в свою очередь, организует городскую дружину для поддержания порядка в городе, набирая в неё жестоких и неумных людей с низкими моральными принципами. Одним из дружинников становится психически неуравновешенный сын Джеймса Ренни по прозвищу «Младший» — наркоман и садист с давящей на мозг раковой опухолью в голове. Ещё в начале романа он убивает Энджи Маккейн, девушку своего друга Фрэнка Дилессепса, и её подругу Доди Сандерс. Кроме того, на юге города в здании местной радиостанции XHB наркоман и психопат Фил «Шеф» Буши производит метамфетамин, а финансирует и руководит его производством «Большой Джим». Позже становится известно, что до своей гибели шериф Перкинс вёл в отношении него расследование, которое не успел закончить. Честерс-Милл постепенно погружается в хаос, развязанный «Большим Джимом», пользующимся тем, что под Куполом все его боготворят, как единственную надежду на спасение в условиях кризиса, а снаружи никто не может на него повлиять; «Младший» в это же время убивает неугодных отцу людей.
Но всё же в Честерс-Милле находится человек, не побоявшийся бороться против отца и сына Ренни и получивший личный приказ от президента США стать его представителем под Куполом. Бывший военный Дейл Барбара (ветеран Ирака), волей случая оказавшийся в городе, пытается одновременно понять природу Купола и противостоять развязанному Ренни хаосу. С помощью предприимчивого и не обделённого умом подростка Джозефа Макклэтчи ему удаётся выяснить, где находится устройство, генерирующее Купол, но внезапно Дейла арестовывают по обвинению в убийствах Энджи и Доди (совершённых «Младшим»), а также в совершённых «Большим Джимом» убийствах преподобного Лестера Коггинса (он участвовал в махинациях «Большого Джима», но позже решил всё рассказать людям) и Бренды Перкинс (вдовы Говарда, которая нашла папку мужа с доказательствами преступлений «Большого Джима»). По приказу «Большого Джима» сжигают редакцию местной газеты «Демократ», которую возглавляла Джулия Шамуэй (подруга Дейла), а вскоре (также по ложному обвинению) за решётку попадает доктор Эрик «Расти» Эверетт, помогавший Дейлу. С помощью честной полицейской Джекки Уэттингтон Дейл выбирается из тюрьмы, едва избежав смерти от рук окончательно потерявшего рассудок «Младшего», после чего Дейл, Джулия, Эрик, его жена Линда и их двое дочерей, женщина-священник Пайпер Либби, хозяйка кафе «Эглантерия» Роуз Твитчел и ещё несколько человек едут к устройству, генерирующему Купол и выясняют, что они стали жертвами эксперимента некой внеземной цивилизации, которая создала Купол как форму развлечения в стиле «муравьиной фермы». До этого Купол становится причиной крупной авиакатастрофы — в него врезается авиалайнер Boeing 767 авиакомпании Air Iland, летевший из Шаннона в Бостон.
А тем временем в городе заканчиваются запасы пропана. «Большой Джим», запасший большое количество пропана для производства метамфетамина, отправляет отряд полицейских, чтобы конфисковать его. Фил «Шеф» Буши (наркоман, отвечавший за производство метамфетамина, жену которого изнасиловали дружки «Младшего») и присоединившийся к нему бывший член совета Эндрю Сандерс, потерявший жену Клодетт (погибла в авиакатастрофе во время учебного полёта, врезавшись в Купол) и дочь Доди (убита «Младшим»), устраивают перестрелку с полицейскими и впоследствии при помощи пластичной взрывчатки взрывают лабораторию по производству метамфетамина и хранящиеся в ней 400 баллонов с пропаном. Страшный взрыв провоцирует в замкнутом пространстве Купола токсичную огненную волну, которая сжигает большую часть Честерс-Милла и убивает почти всех его жителей (выживают всего 30 человек, впоследствии их остаётся 26); также она сжигает под Куполом почти весь кислород. 
«Большой Джим» пытается переждать катастрофу в бомбоубежище муниципалитета, но в итоге, едва выйдя на поверхность, погибает от страха и удушья. Дейл, Джулия и местный пьяница Сэмюэл «Бухло» Вердро (посоветовавший использовать для дыхания воздух из автомобильных шин) возвращаются к устройству, генерирующему Купол, и вступают в контакт с внеземной цивилизацией, пока ещё можно спасти последних жителей Честерс-Милла. После многократных заявлений Джулии о том, что они разумные существа с настоящими «маленькими жизнями», представитель внеземной цивилизации (кожеголовая женщина) сжаливается над ними. Купол медленно поднимается и исчезает, позволяя токсичному воздуху рассеяться и освобождая полностью разрушенный городок Честерс-Милл.

## Персонажи

### Главные персонажи
- Дейл «Барби» Барбара — бывший капитан ВС США (указом Президента возведён в ранг полковника). После службы в армии стал путешествовать по стране. Временно работал поваром в «Эглантерии». Попал под Купол в нескольких шагах от административной границы города, когда покидал Честерс-Милл после драки с «Младшим» и его друзьями. Приказом Президента назначен комендантом Честерс-Милла, что вызвало негативную реакцию со стороны «Большого Джима» и «Младшего». Был обвинён в убийствах Энджи Маккейн и Доди Сандерс (их убил «Младший»), а также в убийствах преподобного Лестера Коггинса и Бренды Перкинс (их убил «Большой Джим»). Один из 26 выживших под Куполом.
- Джулия Шамуэй — владелец и редактор газеты «Демократ» (несмотря на то, что сама Джулия — закоренелая республиканка) — единственной городской газеты, доставшейся ей по наследству. Постоянно чувствует необходимость доказать свою точку зрения. Становится проводником между полковником Коксом и Дейлом Барбарой, поскольку тот не имеет мобильного телефона. К концу романа между ней и Дейлом возникают отношения. Одна из 26 выживших под Куполом.
- Джеймс «Большой Джим» Ренни — одержимый властью второй член городского управления, владелец автосалона подержанных автомобилей и крупнейшей лаборатории по производству метамфетамина на восточном побережье. Когда шериф Говард Перкинс погиб от Купола, де-факто становится лидером Честерс-Милла и пользуется в нём большим авторитетом. Имеет власть над Эндрю Сандерсом (первым членом городского управления) и Питером Рэндолфом (новым шерифом города). За всё время пребывания под Куполом убивает преподобного Лестера Коггинса, Бренду Перкинс и Картера Тибодо. Выжил после огненной волны, но предполагается, что он умер в бомбоубежище муниципалитета от сердечного приступа.
- Джеймс «Младший» Ренни — сын «Большого Джима», городской хулиган. После вступления в городскую дружину набирает в неё своих людей. Его характер постепенно меняется из-за прогрессирующей опухоли головного мозга, симптомы которой он принимает за мигрень. Из жестокого, но безобидного человека он превращается в неадекватного социопата. Особенно сильно он ненавидит Дейла из-за того, что тот смог выйти победителем во время драки на автостоянке позади «Эглантерии». Постепенно Джеймс начинает считать, что Дейл отравил его, заявляется в полицейский участок, где убивает диспетчера Стейси Моггин и полицейских Руперта Либби и Микки Уэрдлоу, и затем пытается застрелить сидящего в камере Дейла, но в итоге сам был застрелен Джекки Уэттингтон.
- Эрик «Расти» Эверетт — добродушный фельдшер в больнице Кэтрин Рассел. Женат на полицейской Линде Эверетт и воспитывает двух дочерей — Джанель и Джуди, которые становятся первыми из многих, кто испытывает судороги и пророческие видения от устройства, генерирующего Купол. После того, как он становится главврачом (Эрик стал им после смерти единственного врача Рона Хаскела), примыкает к Дейлу и проходит через весь хаос, возникший после появления Купола. Был арестован за шантаж «Большого Джима», но сбегает из участка. Один из 26 выживших под Куполом.
- Джозеф «Пугало Джо» Макклэтчи — 13-летний ученик Средней школы Честерс-Милла. Первоклассный скейтбордист, имеет двух друзей — Норри Кэлверт и Бенни Дрейка. Будучи весьма взрослым и не по годам умным, он одним из первых в городе начинает исследовать Купол, а также организовывает при поддержке Норри и Бенни акцию протеста у границы Честерс-Милла и Моттона, на которой ему удаётся собрать 200 человек, прежде чем происходит инцидент с Рори Динсмором. Позже он становится ценным союзником Дейла, помогая ему создать прямую трансляцию Купола на границе с Таркерс-Миллом, откуда планируется нанести ракетный удар, чтобы попытаться пробить Купол, и одним из первых находит устройство, генерирующее Купол. Один из 26 выживших под Куполом.

### Второстепенные персонажи
- Бренда Перкинс — жена шерифа Говарда Перкинса, погибшего от Купола из-за взрыва кардиостимулятора. Благодаря папке расследований своего мужа пытается по мере сил помочь Дейлу в противостоянии «Большому Джиму». Передав копии материалов Андреа Гриннел, сталкивается с «Большим Джимом» и угрозами пытается заставить его уйти с поста члена городского управления, но тот убивает её и обвиняет в её убийстве Дейла Барбару.
- Фрэнк Дилессепс — друг «Младшего», благодаря которому стал членом полицейской дружины. Встречался с Энджи Маккейн и никогда не подозревал, что её убил «Младший». Участвовал в групповом изнасиловании Саманты Буши. Был застрелен ею в больнице вместе с Джорджией Ру.
- Картер Тибодо — друг «Младшего», тоже ставший членом полицейской дружины. Также участвовал в групповом изнасиловании Саманты Буши и был бойфрендом Джорджии Ру. В отличие от остальных более умён и хитер, из-за чего он позже становится личным телохранителем «Большого Джима». Во время экстренного городского собрания убил Андреа Гриннел. Выжил после огненной волны и попытался застрелить «Большого Джима» в бомбоубежище, чтобы сохранить кислород, но в итоге сам был убит им.
- Мелвин Сирлс — друг «Младшего», ставший членом полицейской дружины по его рекомендации. Также участвовал в групповом изнасиловании Саманты Буши. Погибает при взрыве 400 баллонов с пропаном.
- Джорджия Ру — подруга Картера Тибодо, также член полицейской дружины. Участвовала в групповом изнасиловании Саманты Буши. Находясь в больнице после участия в бунте у супермаркета «Мир еды» была застрелена Самантой Буши из мести.
- Эндрю Сандерс — первый член городского управления. Муж Клодетт Сандерс и отец Доди Сандерс. Был марионеткой «Большого Джима» ещё до появления Купола и не мог противостоять ему. Гибель жены уничтожает в нём волю к жизни и мотивацию, заставив его беспрепятственно подчиняться «Большому Джиму», а после убийства дочери решает покончить с собой, но случайно пересекается с Филом «Шефом» Буши и присоединяется к нему. Во время полицейского рейда убивает Питера Рэндолфа, Роджера Кильяна и Стюарта и Фернолда Боуи. Погибает при взрыве 400 баллонов с пропаном.
- Фил «Шеф» Буши — исчезнувший ранее муж Саманты Буши и отец Уолтера Буши. Нашёл пристанище на радиостанции ХНВ, где открывает лабораторию по производству метамфетамина. Во время полицейского рейда убивает Фредерика Дентона, Обри Таула и прочих. Вместе с Сандерсом нажимает на кнопку, активизирующую взрывное устройство, и погибает при взрыве.
- Питер Рэндолф — новый шериф Честерс-Милла после смерти Говарда Перкинса. По натуре слегка туповат, что позволяет «Большому Джиму» легко манипулировать не только им, но и всей полицией Честерс-Милла. Во время полицейского рейда был застрелен Эндрю Сандерсом.
- Олли Динсмор — сын Олдена и Шелли Динсморов и старший брат Рори Динсмора. Несмотря на гибель родителей и младшего брата, ему удаётся выжить в огненной волне под Куполом, спрятавшись в куче картофеля вместе с кислородными баллонами своего покойного дедушки. К тому времени, когда запасы кислорода иссякают, армия успевает подвести к Куполу вентиляторы, что позволяет ему продержаться. Один из 26 выживших под Куполом.
- Ромео «Ромми» Берпи — муж Мишель Берпи и управляющий «Универмага Берпи». Убийство Бренды Перкинс (его давней возлюбленной) стало одной из причин, по которой он помогает Дейлу и Эрику сбежать из полицейского участка и добраться до устройства, генерирующего Купол. Один из 26 выживших под Куполом.
- Жаклин (Джекки) Уэттингтон — офицер полиции Честерс-Милла. Была уволена «Большим Джимом», но вскоре (как бывший сотрудник военной полиции и по рекомендации Джека Ричера) была вновь восстановлена в звании для того, чтобы вытащить Дейла и Эрика из полицейского участка и во время их спасения застрелила «Младшего». Одна из 26 выживших под Куполом.
- Пайпер Либби — преподобная Первой Конгрегациональной Церкви в Честерс-Милле. Двоюродная сестра полицейского Руперта Либби. На момент начала романа перестала верить в Бога. По совету умершего отца пытается контролировать свою вспыльчивость, что у неё не всегда получается. Одна из 26 выживших под Куполом.
- Линда Эверетт — офицер полиции Честерс-Милла. Была уволена, так как являлась женой Эрика Эверетта. Имеет двух дочерей Джанель и Джуди. Одна из 26 выживших под Куполом.
- Терстон Маршалл — профессор английской литературы из Бостона, приехавший на отдых со своей любовницей Каролин Стерджес. Стал опекуном Элис и Эйдена Эплтонов. Обладатель недюжинных медицинских навыков, о чём неоднократно говорил Эрик Эверетт. Выжил после огненной волны, но умер от удушья незадолго до исчезновения Купола.
- Каролин Стерджес — аспирантка из Бостона, любовница Терстона Маршалла, ставшая опекуном Элис и Эйдена Эплтонов. Была случайно убита Фредериком Дентоном во время экстренного городского собрания.
- Элис Эпплтон — отрезанная от матери Куполом, старшая сестра Эйдена Эпплтона, находилась под опекой Терстона Маршалла и Каролин Стерджес. Одна из 26 выживших под Куполом.
- Эйден Эпплтон — отрезанный от матери Куполом, младший брат Элис Эпплтон, находился под опекой Терстона Маршалла и Каролин Стерджес. Выжил после огненной волны, но умер от удушья незадолго до исчезновения Купола.
- Саманта Буши — жена Фила «Шефа» Буши и мать Уолтера Буши. Занималась продажей марихуаны и других наркотиков. Была изнасилована Фрэнком Дилессепсом, Картером Тибодо и Мелвином Сирлсом, которых подстрекала Джорджия Ру. Убивает Дилессепса и Ру в больнице из мести и затем кончает с собой.
- Энджи Маккейн — официантка в «Эглантерии». Несмотря на то, что встречалась с Фрэнком Дилессепсом, флиртовала с другими парнями. Убита «Младшим».
- Лестер Коггинс — преподобный Церкви Христа Святого Искупителя в Честерс-Милле. В отличие от Пайпер Либби верует до безумия и часто истязает себя за свои грехи. Был вовлечён в махинации «Большого Джима» и, виня себя в появлении Купола, впоследствии пытается убедить его покаяться в грехах и решает рассказать все людям. Был убит «Большим Джимом» (он разбивает ему голову золотым бейсбольным мячом с автографом Уильяма Ли III) и впоследствии в его убийстве был обвинён Дейл Барбара.
- Фредерик Дентон — офицер полиции Честерс-Милла. Из-за отсутствия дисциплины одним из первых полицейских начинает меняться не в лучшую сторону. Застрелил Кловера (немецкую овчарку Пайпер Либби) и Каролин Стерджес. Был убит Филом «Шефом» Буши.
- Дороти (Доди) Сандерс — дочь Клодетт и Эндрю Сандерсов. Работала официанткой в «Эглантерии» и дружила с Самантой Буши. После того, как узнала о гибели матери (она погибает в авиакатастрофе в начале романа; самолёт, на котором она выполняла учебный полёт, врезался в Купол), направилась в дом к своей подруге Энджи Маккейн, где была убита «Младшим».
- Роуз Твитчел — хозяйка местного кафе «Эглантерия». Сестра медбрата Дугласа Твитчела и Андреа Гриннел, работодатель Дейла Барбары. Одна из 26 выживших под Куполом.
- Андреа Гриннел — третий член городского управления. К концу романа преодолевшая свою зависимость от оксиконтина, из-за которой находилась под давлением «Большого Джима». Найдя папку с компроматом на «Большого Джима», начинает подготовку к экстренному городскому собранию, на котором она планирует его убить, но во время пламенной речи её сумка падает на пол и из неё выпадает спрятанный револьвер. Была застрелена Картером Тибодо.
- Эрни Кэлверт — бывший управляющий супермаркета «Мир еды». Тесть Джоан Кэлверт и дедушка Норри Кэлверт. Помогает вытащить Дейла и Эрика из полицейского участка. Выжил после огненной волны, но умер от удушья незадолго до исчезновения Купола.
- Стейси Моггин — полицейский-диспетчер. Поддерживала Дейла Барбару и планировала участие в его побеге, но была убита «Младшим».
- Сэмюэл (Сэм) «Бухло» Вердро — городской пьяница и заядлый курильщик. Выжил после огненной волны и помог Дейлу и Джулии добраться до устройства, генерирующего Купол, но умер от кислородного голодания сразу после исчезновения Купола.
- Бенни Дрейк — близкий друг Джозефа Макклэтчи и Норри Кэлверт. Помогает друзьям исследовать Купол и искать его генерирующее устройство. Выжил после огненной волны, но умер от удушья незадолго до исчезновения Купола.
- «Одри» — золотистый ретривер Эвереттов. Одной из первых замечает необычные припадки у дочерей Эрика и лаем предупреждает его об этом. Выжила после огненной волны, но умерла от удушья незадолго до исчезновения Купола.
- Норри Кэлверт — дочь Джоан Кэлверт и внучка Эрни Кэлверта. Дружила с Бенни Дрейком и Джозефом Макклэтчи. Одна из 26 выживших под Куполом.
- Генри Моррисон — честный и справедливый полицейский. После гибели шерифа Говарда Перкинса всеми силами пытается не замечать происходящего в городе и участке и порой высказывает неудовлетворение руководством «Большого Джима» и Рэндолфа, жалея, что годом ранее не перевёлся в Ороно. Руководит полицейскими, направленными на День встреч, пока остальные участвовали в рейде на радиостанцию XHB. Погибает при попытке прорваться сквозь огненную волну на школьном автобусе, также вместе с ним погибают его жена Фрида и брат Уит.
- Джеймс О. Кокс — полковник ВС США, бывший руководитель Дейла Барбары, а ныне специальный уполномоченный Пентагона по инциденту с Куполом. Пытается контролировать ситуацию снаружи через Дейла, что у него получается не очень удачно.

Остальные выжившие под Куполом — медсёстры Джинни Томлисон, Джина Буффалино и Гариет Бигелоу; медбрат Дуглас Твитчел; дочери Эрика и Линды Джанель и Джуди Эверетт; репортёры Питер Фримен и Тони Гуэй; Клэр Макклэтчи; Джоан Кэлверт; Элва Дрейк; сын Фила «Шефа» Буши Уолтер Буши и библиотекарь Лисса Джеймисон. Также выживает корги Джулии Шамуэй по кличке «Горас».

## Создание романа
Стивен Кинг начал писать роман «Каннибалы» (изначально под названием «Под куполом») в 1976 году. В 1982 году, во время съёмок фильма «Калейдоскоп ужасов», он рассказал в интервью, что написал «примерно 450 страниц, и всё это про людей, которые, как в ловушке, находятся в жилом здании. Самое худшее, что я когда-либо мог придумать. И я подумал, смешно будет, если они все в конце концов съедят друг друга. Очень, очень странная вещь, потому что всё на одной ноте. Кто знает, будет ли это опубликовано или нет».
15 сентября 2009 года на официальном сайте Стивена Кинга был опубликован длинный отрывок из этого неоконченного романа. Согласно сайту, именно эта версия романа и вдохновила Кинга на новый роман под старым названием.
В комментарии к опубликованному отрывку Стивен Кинг также отверг обвинения в плагиате из-за сходства романа «Под куполом» с мультфильмом «Симпсоны в кино», вышедшем на экраны в 2007 году:
Есть ещё одна причина для публикации этого отрывка на веб-сайте. Несколько интернет-авторов высказали предположение о предполагаемом сходстве между «Под куполом» и фильмом «Симпсоны в кино», где, согласно Википедии, город Гомера Спрингфилд изолирован внутри большого стеклянного купола (вероятно, из-за этой надоедливой атомной электростанции). Я не могу говорить об этом лично, потому что я никогда не смотрел этот фильм, и сходство стало для меня полной неожиданностью… хотя я знаю по личному опыту, что сходство оказывается случайным. Если нет преднамеренного копирования (иногда называемого «плагиатом»), истории могут быть похожи не больше, чем снежинки. Причина проста: нет двух абсолютно одинаковых человеческих фантазий. Для сомневающихся этот отрывок должен продемонстрировать, что я думал о куполе и изоляции задолго до того, как Гомер, Мардж и их забавный выводок появились на сцене.

## Экранизация
В ноябре 2009 года журнал «Variety» объявил, что Стивен Спилберг и Стивен Кинг объединят усилия для создания мини-сериала на основе романа. Съёмками мини-сериала тогда заинтересовались киностудия «DreamWorks Pictures» и кабельный телеканал «Showtime», но проект так и не был осуществлён.
В ноябре 2012 года президент «CBS» Нинна Тэсслер дала зелёный свет на съёмки сериала-экранизации из 13 серий, обойдя пилотный процесс для трансляции в качестве недорогой программы со сценарием летом 2013 года.
- 1 сезон — 13 серий. Дата выхода — 24 июня 2013 года.
- 2 сезон — 13 серий. Дата выхода — 30 июня 2014 года.
- 3 сезон — 13 серий. Дата выхода — 25 июня 2015 года.

### Комментарии
1. ↑  В главе «„И за команду одну мы все болеем“» указывается 2010 год («И впервые за девять лет уровень угрозы национальной безопасности превысил оранжевый»); в главе «„Сыграй эту песню погибшей группы“» упоминается 2012 год.